# E-Dubble
E-Dubble, pseudonimo di Evan Sewell Wallace (Filadelfia, 1º novembre 1982 – Filadelfia, 13 febbraio 2017), è stato un rapper statunitense.

## Biografia
Evan Sewell Wallace è il terzo e ultimo figlio, e unico maschio, di una famiglia della periferia di Filadelfia. Frequentò la Wissahickon High School e in seguito si laureò in scienze politiche al St. Mary's College di Baltimora. Lì scrive il suo primo album, Straight Outta St. Mary's, con Irishtoothache, un gruppo composto da lui, Glaze, e altri rapper conosciutisi su MySpace. Dopo la laurea, E-dubble decide di restare a Baltimora e forma la band hip-hop Young English. Nel 2009 fa uscire il suo primo album da solista, Hip-Hop is good. L'anno successivo, e-dubble crea un canale YouTube sul quale caricava un freestyle (che in realtà erano canzoni scritte il giorno stesso o il giorno precedente). Questa serie, denominata Freestyle Friday, lo rese popolare e alcune delle sue canzoni furono inserite in alcuni montaggi della serie di videogiochi Call of Duty, e durò dal 5 febbraio 2010 al 28 gennaio 2011. La serie terminò poiché e-dubble non riuscì a sostenere la quantità di lavoro. Un freestyle aggiuntivo uscì l'11 gennaio 2012 e ciò sancì definitivamente la fine della serie. Alcuni di questi freestyle fanno parte del mixtape Written Thursday, insieme al singolo Be a King che ricevette oltre 20 milioni di visualizzazioni.
Nel 2012 pubblicò un EP chiamato Reset che si piazzò subito in ottava posizione nelle classifiche hip-hop di iTunes. Dopo qualche anno tornò a Filadelfia.
A causa di un litigio con l'etichetta Black Paisley Records, e-dubble non caricò più nulla fino al 2015, con la pubblicazione di un singolo chiamato What It Do.
Nel 2016, fa uscire il suo ultimo album, Two Tone Rebel. Two Tone Rebel fu infatti uno dei suoi soprannomi. A dicembre 2016, e-dubble svela alcuni indizi sul suo prossimo album, Two Tone Rebel 2, la cui data di uscita prevista era probabilmente marzo 2017. Tuttavia, a gennaio 2017 fu ricoverato all'ospedale Hahnemann di Philadelphia per un'infezione. Come spiega nel suo ultimo post di Instagram del 21 gennaio 2017, l'infezione gli causò rigonfiamenti alla mano, oltre che "vomitare circa la metà del sangue che aveva" ed "ebbe bisogno di 10 trasfusioni di sangue". Fu in coma e necessitava un supporto vitale. La sua morte fu confermata dall'etichetta il giorno successivo, 14 febbraio 2017. La vera natura dell'infezione fu sconosciuta, anche se viene attribuita la sepsi. È sepolto nella Chiesa Presbiteriana di Abington.
La Black Paisley Records ha dichiarato che sta lavorando nel pubblicare l'album post-mortem, anche se è ancora ignota la data ufficiale. L'album non è ancora completo.